# Gopal
Gopal is een fictief land in de stripverhalen van De avonturen van Jo, Suus en Jokko en De avonturen van Kuifje, beide naar de hand van de Belgische striptekenaar Hergé. 

## Gopal in de stripverhalen
Gopal komt aan bod in twee Hergé-albums. Enerzijds speelt het Jo, Suus en Jokko-album De Najavallei zich grotendeels in Gopal af. Anderzijds wordt het land vermeld in het Kuifje-album De juwelen van Bianca Castafiore.

## Het fictief land
Gopal is een kleine staat in het noorden van Indië. Het land ligt in het Himalayagebergte. De hoofdstad is Rankot. In het noorden van het land ligt de stad Simla.
Gopal is een onafhankelijke staat. Het staatshoofd is een excentrieke maharadja. De eerste minister, een corrupt man, is Ramahyoeni.
De munteenheid in Gopal is de roepie.
Het hindoeïsme is de godsdienst van de meeste inwoners van Gopal.